# مقاصد (ترانه)
«مقاصد» (به انگلیسی: Intentions) ترانه‌ای از خواننده کانادایی جاستین بیبر به همراه خواننده رپ آمریکایی« کواوو» از گروه سه‌نفره هیپ هاپ میگوس است. این ترانه با نماهنگ در ۷ فوریه ۲۰۲۰ به عنوان دومین تک‌آهنگ پنجمین آلبوم استودیوی بیبر، تغییرها (۲۰۲۰) منتشر شد. این ترانه سومین همکاری بیبر با کواوو بعد از تک‌آهنگ «I'm the One» و «No Brainer» است. در ۱۹ مارس ۲۰۲۰، بیبر نسخه آکوستیک و انفرادی بدون کواوو را منتشر کرد.
«مقاصد» به طورکلی نقدهای مثبتی از منتقدین موسیقی دریافت کرد، اکثر آنها جذابیت این ترانه را تعریف کردند و در حالی که برخی پیام‌های مثبت به تصویر کشیده شده در نماهنگ را تحسین می‌کردند.